# Stazione di Tormini Stazione
La stazione di Tormini Stazione (fino al 1917, Tormini Scalo) fu uno scalo merci della Rezzato-Vobarno situato nei pressi della località Tormini del comune di Roè Volciano.

## Storia
La stazione fu aperta il 16 maggio 1897 assieme al tronco ferroviario proveniente da Rezzato. Funse da capolinea fino all'apertura del restante tronco diretto a Vobarno Ferriera, il 16 dicembre dello stesso anno. Contestualmente perse il servizio passeggeri in favore della fermata di Tormini Chalet, la quale era più vicina all'abitato e in prossimità della stazione tranviaria delle linee Brescia-Salò e Tormini-Vestone, e assunse la denominazione di Tormini Scalo.
L'impianto seguì tutte le vicende societarie della linea ferroviaria: fino al 1904 fu gestito dalla Società Anonima per la ferrovia Rezzato-Vobarno e Valle Sabbia (FRVVS), dal 1904 al 1909 dalla Società Anonima per la Ferrovia Rezzato-Vobarno-Caffaro, quindi dalla provincia di Brescia fino alla prima guerra mondiale, quando l'esercizio passò alle Ferrovie dello Stato (FS). Nel 1921, fu ceduto dalla provincia alla Società Elettrica Bresciana (SEB), che gestiva la rete tranviaria extraurbana di Brescia. Nel 1930, la SEB costituì una nuova società anonima, la Ferrovia Rezzato-Vobarno (FRV), che prese in carico l'esercizio della ferrovia. Con il passaggio della linea alle FS, cambiò nome in Tormini Stazione.
La Tramvie Elettriche Bresciane (TEB), che gestì la tranvia Brescia-Gargnano a partire dagli anni Venti per conto della SEB, dovette risolvere il problema del transito in sede promiscua della sua linea sulla nuova statale Gardesana Occidentale in quanto l'Azienda Autonoma delle Strade Statali (AASS) sconsigliò il mantenimento delle tranvie in sede promiscua sulle carrabili di sua competenza. La SEB decise quindi di instradare i tram sulla ferrovia Rezzato-Vobarno sfruttando due punti dove le linee erano vicine: presso la fermata di Virle Treponti e Tormini Stazione. Fu costruito un raccordo tra questa stazione, in direzione Salò, e la tranvia.
Il 24 agosto 1931 si instradarono i primi tram della Brescia-Salò sulla ferrovia. Contestualmente la stazione divenne capolinea della relazione tranviaria della Tormini-Vestone. Per il solo servizio tranviario, l'impianto fu identificato come Tormini Ferrovia, mentre mantenne la denominazione di Tormini Stazione per quello ferroviario.
Il servizio tranviario per la Val Sabbia chiuse nel 1935, mentre quello ferroviario fu soppresso nel corso della seconda guerra mondiale. Il 2 novembre 1944, la stazione subì un bombardamento da parte degli anglo-americani: furono distrutti due vagoni.
Il servizio tranviario per il Garda restò in funzione fino al 10 luglio 1954, quando chiuse la tranvia Brescia-Salò.
La stazione restò attiva per il servizio merci fino alla soppressione della ferrovia Rezzato-Vobarno, avvenuta il 23 marzo 1968.

## Strutture e impianti
Il fabbricato viaggiatori era della stessa forma delle altre stazioni della linea ferroviaria, come Nuvolera, Prevalle e Vobarno Ferriera: a pianta rettangolare con due livelli fuori terra. Durante l'epoca della trazione a vapore, la stazione era dotata di una torre dell'acqua alimentata dalla vicina roggia Ottolini.
Il piazzale binari ne contava tre: oltre a quello di corsa era presente un binario di raddoppio della capacità di ventuno carri e un altro di scalo, lungo 267 m, a servizio del magazzino merci del Consorzio Agrario di Manerba.
Dalla stazione fino a Vobarno Paese, la ferrovia affrontava un'acclività del 18‰ per cui era presente una locomotiva di riserva da agganciare in coda ai treni diretti a Vobarno Ferriera in caso di necessità.
Gli edifici furono demoliti negli anni Dieci, quando l'area fu recuperata dall'associazione di volontari della Valle del Chiese dell'ANC.

## Movimento
La stazione fu servita dal servizio merci della ferrovia Rezzato-Vobarno. Dal 1931 al 1954 fu servita dai tram della linea tranviaria Brescia-Salò e, tra il 1931 e il 1935, fu capolinea del servizio tranviario Tormini-Vestone.